# 鳥居啓子
鳥居 啓子（とりい けいこ、1965年 - ）は、日本の植物学者。専門は植物発生遺伝学。学位は、博士（理学）。テキサス大学オースティン校分子細胞生物部教授（ジョンソン・エンド・ジョンソンセンテニアル冠教授）。

## 概要
テキサス大学オースティン校を拠点に植物の発生メカニズムを研究している。名古屋大学トランスフォーマティブ生命分子研究所の海外研究室主催者(PI)および生命理学研究科の客員教授を兼任する。ハワード・ヒューズ医学研究所の日本人正研究員（インベスティゲーター）である。日本とアメリカで研究室を主宰、生物学と有機化学の橋渡し研究をしている。女性研究者としての啓蒙活動も実施している。

## 学歴
- 1987年 筑波大学第二学群生物学類卒業（17歳の時に帰国子女枠で9月入学）
- 1993年 筑波大学大学院生物科学研究科博士課程修了、理学博士[4]。

## 研究
植物の形態形成、発生パターン形成の専門家であり、植物細胞は受容体キナーゼと呼ばれるシグナル伝達因子を用いて生長することを報告した。さらには遺伝学的・分子生物学的解析によって、植物の表皮において気孔が分化する分子メカニズムを明らかにした。
東京大学の米田好文研究室では、ERECTAが植物において報告のなかった受容体型キナーゼであると報告した。。受容体型キナーゼはペプチドホルモンを受け取るとされ、それが植物の成長や形態形成に関わると報告した。。ワシントン大学の研究室では気孔の研究へ進み、ERECTA遺伝子に配列の似た2つの遺伝子があり、3つが揃って変異すると気孔の数と分布が制御できなくなると発表した。
また、気孔ができない場合、気孔をつくる幹細胞の発生が停止しており、その原因となる遺伝子を見つけて「ミュート」（mute）と名づけ、報告した。
鳥居の研究は科学技術庁のほか、アメリカの農務省、エネルギー省ならびに米国科学財団の助成を受けている。

## 職歴
- 1992年 東京大学（米田好文教授研究室）-1994年[17]
  - 1993年 同大学 遺伝子実験施設 日本学術振興会特別研究員[17]
- 1994年 イェール大学分子細胞発生学部 ブラウン博士研究員（Xing-Wang Deng教授研究室）-1997年[17]
- 1995年 日本学術振興会 海外特別研究員（-1997年）
- 1998年 ミシガン大学生物学部（現MCBD）博士研究員（スティーブン・クラーク教授[18]研究室）-1999年[17]
- 1999年- ワシントン大学 (ワシントン州) [17]
  - 1999年 植物学部助教授 -2002年
  - 2002年 生物学部助教授 -2005年
  - 2005年 同学部 准教授 -2009年
  - 2006年- 同大学 幹細胞再生医療研究所 アフィリエイト[17]
  - 2009年 同大学生物学部 教授[12]
  - 2011年- 同学部 冠卓越生物学教授[12]
- 2008年 科学技術振興機構 さきがけ研究員 -2012年[19]
- 2011年- ハワード・ヒューズ医学研究所およびゴードン・アンド・ベティ・ムーア財団(HHMI-GBMF) 正研究員
- 2013年- 名古屋大学 トランスフォーマティブ生命分子研究所 主任研究員（海外PI）[12]
  - 2014年- 同大学 生命理学研究科 客員教授[12]
- 2019年- テキサス大学オースティン校分子細胞生物学部教授（ジョンソン・エンド・ジョンソンセンテニアル冠教授）[20]、ワシントン大学 (ワシントン州)生物学部客員教授[20]

## 顕彰・受賞
- 2005年 第11回日本女性科学者の会奨励賞[21]
- 2008年 日本学術振興会賞[3]
- 2011年 ハワード・ヒューズ医学研究所およびゴードン・アンド・ベティ・ムーア財団 (HHMI-GBMF) 正研究員選出[22][16]
- 2012年 アメリカ科学振興協会 (AAAS) フェロー選出[23]
- 2012年 ワシントン州科学アカデミー会員選出[24]
- 2014年 井上学術賞[25][26]
- 2015年 猿橋賞[27]
- 2015年 アメリカ植物生理学会（American Society of Plant Biologists) フェロー賞[28]
- 2022年 朝日賞[1]
- 2023年 スティーヴン・ヘールズ賞（アメリカ植物生理学会）[29]
- 2024年 紫綬褒章[30][31]

## 人物
東京都杉並区荻窪生まれ、神奈川県横浜市戸塚区育ち。中学2年生の時に父の仕事の関係でアメリカに渡り、高校卒業までをニューヨークで過ごす。
夫は理論物理学者のアンドレアス・カーチ。娘が2人いる。

## 親族
祖父は三井石油化学社長・石油化学工業協会会長を務めた鳥居保治。叔父はフランス文学者の清水徹。大伯父（父方の祖母の兄）に、神経繊維における跳躍伝導の発見者である生理学者の田崎一二と、同じく生理学者の田崎京二がいる。物理学者の田崎晴明は再従兄。